# Oreonympha nobilis
El colibrí noble (Oreonympha nobilis), también denominado colibrí coludo celeste, montañés barbudo o cometa noble, es una especie de ave apodiforme de la familia Trochilidae (los colibríes), la única perteneciente al género monotípico Oreonympha. Algunos autores sostienen que se divide en dos especies diferentes, en cuyo caso la presente se denomina colibrí noble oriental. Es endémico de regiones andinas del centro sur de Perú.

## Distribución y hábitat
Se distribuye por los valles intermontanos de la cordillera de los Andes, en las cuencas de los ríos Mantaro, Pampas, Apurímac y Urubamba, desde Huancavelica al sur hasta Cuzco.
Esta especie es considerada de poco común a localmente común en sus hábitats naturales: las laderas arbustivas y los bosques abiertos de los valles secos andinos. Prefiere la vegetación nativa, de mixtos de sumac (Schinus), bosques de Tecoma y Carica con abundancia de cactus hasta bosques mixtos de queñoa Polylepis y Escallonia con denso sotobosque espinoso. A menudo es encontrada en terrenos rocosos alrededor de cursos de agua. También visita con frecuencia plantas introducidas de tabaco (Nicotiana)  y Eucalyptus a la vera de los caminos y en poblados.

## Descripción
Este colibrí es una especie de gran tamaño, mide unos 16 cm de longitud. Posee una cola larga y un pico negro que mide 2,4 cm de largo. La cabeza es azul negruzca, la corona violeta purpúrea, algunos con las plumas bordeadas de blanco; babero verde esmeralda con angosta barba carmín, resplandecientes. Las partes superiores son pardas y las inferiores blanco parduscas; las rectrices externas mayormente blancas. Las hembras son similares, más deslucidas, con la cola más corta y la barba más pequeña. Las patas son negras.

## Sistemática

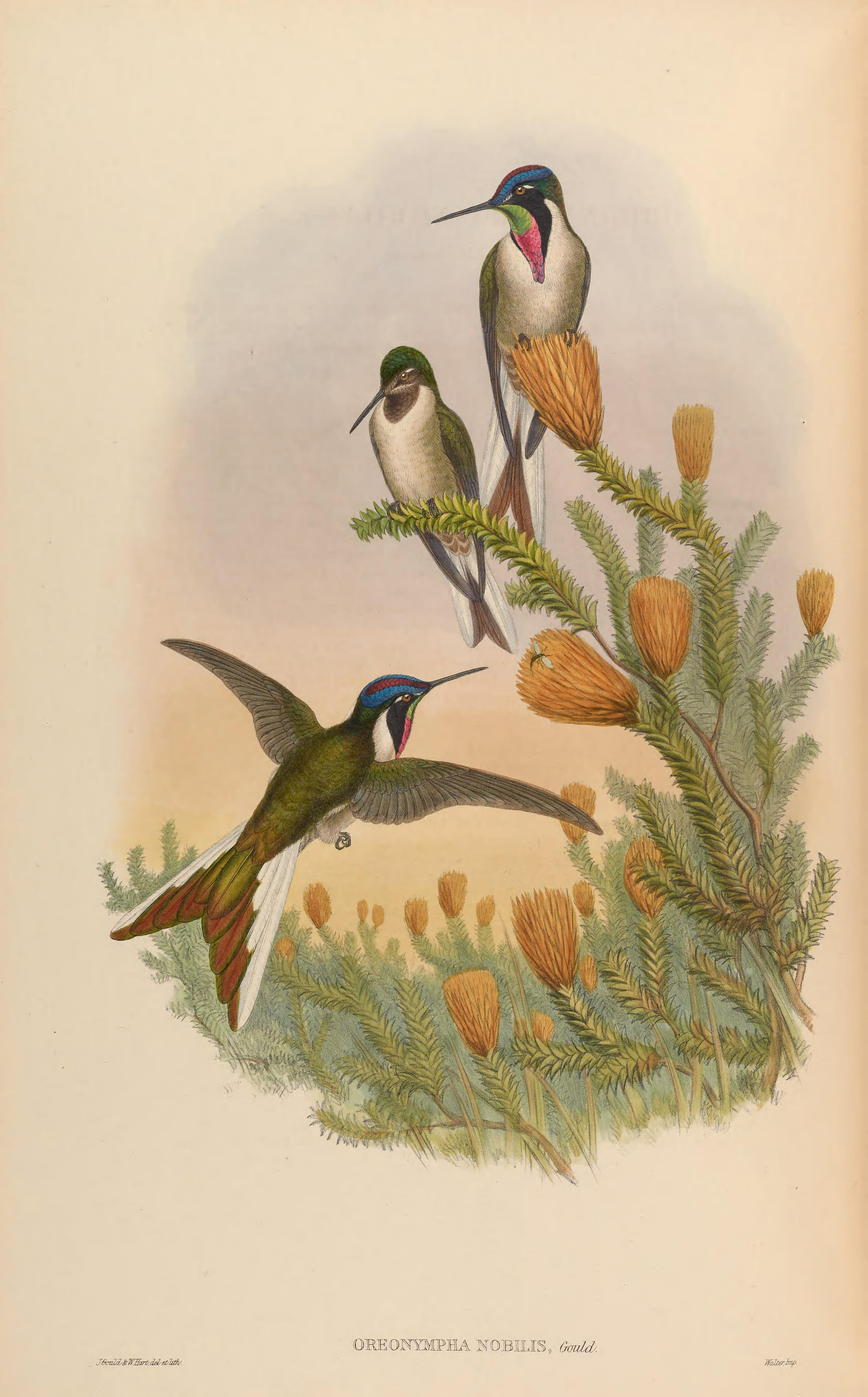
Oreonympha nobilis, ilustración de Gould y Hart en A monograph of the Trochilidae, or family of humming-birds, supplement, 1880.

### Descripción original
La especie O. nobilis fue descrita por primera vez por el ornitólogo británico John Gould en 1869 bajo el mismo nombre científico Ornismia guerinii; su localidad tipo es: « Tinta, 11,500 pies (c. 3500 m), Perú».
El género Oreonympha fue propuesto por John Gould en la misma publicación en 1869, en que describió a la especie O. nobilis, originalmente designada como la especie tipo.

### Etimología
El nombre genérico femenino «Oreonympha» es una combinación de las palabras del griego «oros» que significa ‘montaña’, y «numphē» que significa ‘ninfa’; y el nombre de la especie «nobilis» en latín significa ‘noble, famoso’.

### Taxonomía
Los estudios genéticos recientes indican que el género Chalcostigma es parafilético en relación a Oxypogon y a Oreonympha; algunos autores defienden la fusión de Chalcostigma  y de Oreonympha dentro de Oxypogon. Sin embargo, la fusión fue rechazada en la Propuesta No 930 al SACC, debido a la insuficiencia de datos más conclusivos, a la falta de muestreo de algunos taxones y a notables diferencias morfológicas entre los géneros.
Las clasificaciones Aves del Mundo (HBW) y Birdlife International (BLI) tratan a la subespecie O. nobilis albolimbata como especie separada, el colibrí noble occidental Oreonympha albolimbata, principalmente debido a las diferencias morfológicas, pero esta separación no es seguida por otras clasificaciones.

### Subespecies
Según las clasificaciones del Congreso Ornitológico Internacional (IOC) y Clements Checklist/eBird  se reconocen dos subespecies, con su correspondiente distribución geográfica:
- Oreonympha nobilis albolimbata Berlioz, 1938 – Andes del centro oeste de Perú (Huancavelica y cuenca sureña del río Apurímac).
- Oreonympha nobilis nobilis Gould, 1869 – Andes del centro sur de Perú (valles de Apurímac y Urubamba en Cuzco).